# Sabra (distrito)
Sabra é um distrito localizado na província de Tremecém, no noroeste da Argélia. Em 2008, sua população era de 34 902 habitantes.